# カルフーン郡 (イリノイ州)
カルフーン郡（英: Calhoun County）は、アメリカ合衆国イリノイ州の西部に位置する郡である。2010年国勢調査での人口は5,089人であり、2000年の5,084人から0.1％増加した。郡庁所在地はハーディン村（人口967人）であり、同郡で人口最大の村でもある。
カルフーン郡はセントルイス大都市圏のメトロ・イースト地域に属している。

## 歴史
カルフーン郡となった地域には、資源の豊富な川の流域に定着したインディアンが住んでいた。その遺跡は考古学的な貴重な情報を与えてくれている。考古学記録では1万年以上にわたってインディアンが居住し続けていたことが示されている。
カルフーン郡は19世紀にヨーロッパ系アメリカ人が入ってきて、郡としては1825年に組織化された。郡名はアメリカ合衆国副大統領を務めたジョン・カルフーンに因んで名付けられた。郡南部は深い森に覆われており、1840年代にドイツからの移民が到着して人口が拡大を始めるまで手つかずに置かれた。土地は農作のために払われ、木材が切り出され、通常大きさが200平方フィート (19 m2) ある木造の納屋が造られた。これが「成功したドイツ人農夫のトレードマーク」となった。

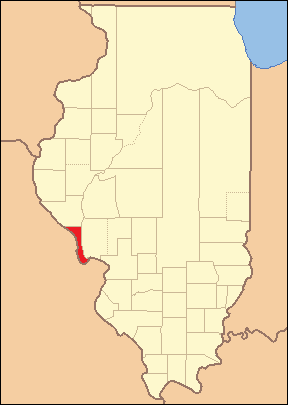
1825年創設時の郡領域、現在まで変わっていない

## 地理
アメリカ合衆国国勢調査局に拠れば、郡域全面積は283.58平方マイル (734.5 km2)であり、このうち陸地253.82平方マイル (657.4 km2)、水域は29.75平方マイル (77.1 km2)で水域率は10.49％である。
カルフーン郡は、ミシシッピ川とイリノイ川に挟まれた長さ37マイル (60 km) の細長い半島であり、その大半は高くうねった地形である。この丘陵は氷河作用による平滑化がなされなかった。
郡への交通はイリノイ川を渡す州営のフェリー2系統で行われている。1つは南部のブラッセルズ・フェリーであり、もう1つは北部のカンプスビル・フェリーである。民営で乗船料の必要な「ゴールデンイーグル」フェリーはミシシッピ川を渡してセントルイス市とを繋いでいる。ハーディン村にはイリノイ川に架かる橋がある。陸路で北のパイク郡に行くことができる。
交通手段が主に川であったとき、郡内には多くの農園や果樹園が繁栄していた。現在でもモモの生産では州内の主要産地であり、他にトウモロコシなどを生産している。ブラッセルズにあるホテルは1847年の開業であり、当時は駅馬車が停まっていた。
カルフーン郡はイリノイ川流域の自然美と、グレート川道路に近いことで観光客に人気がある。二河川国立野生生物保護区が郡内に入っており、ミシシッピ渡り路にあるので、渡りの季節には数多い鳥が訪れる。他にも歴史地区に指定された所や、アメリカ合衆国国家歴史登録財に指定された資産がある。
カルフーン郡は2003年に、ボンド郡やマクーピン郡、さらにミズーリ州のワシントン郡と共にセントルイス大都市圏に追加された。
アメリカ考古学センターが郡北部のカンプスビルにある。ここは地域前史先住民文化の研究の中心である。子供や成人を考古学発掘に参加させ、教育の機会にしている。

### 主要高規格道路
- イリノイ州道16号線
- イリノイ州道96号線
- イリノイ州道100号線
- イリノイ州道108号線

### 隣接する郡
- グリーン郡 - 北東
- ジャージー郡 - 東
- セントチャールズ郡 (ミズーリ州) - 南
- リンカーン郡 (ミズーリ州) - 西
- パイク郡 - 北
- パイク郡 (ミズーリ州) - 北西

### 国立保護地域
- 二河川国立野生生物保護区（部分）

## 気候と気象
近年、郡庁所在地であるハーディン村の平均気温は1月の19°F (-7 ℃) から7月の90°F (32 ℃) まで変化している。過去最低気温は1979年1月に記録された-24°F (-31 ℃) であり、過去最高気温は1954年7月に記録された116°F (47 ℃) である。月間降水量は1月の2.01インチ (51 mm) から5月の4.10インチ (104 mm) まで変化している。

## 人口動態

2000人口ピラミッド

以下は2000年国勢調査による人口統計データである。
| 基礎データ - 人口: 5,084人 - 世帯数: 2,046 世帯 - 家族数: 1,438 家族 - 人口密度: 8人/km2（20人/mi2） - 住居数: 2,681軒 - 住居密度: 4軒/km2（11軒/mi2） 人種別人口構成 - 白人: 98.80% - アフリカン・アメリカン: 0.04% - ネイティブ・アメリカン: 0.31% - アジア人: 0.18% - その他の人種: 0.16% - 混血: 0.51% - ヒスパニック・ラテン系: 0.63% 先祖による構成 - ドイツ系：53.5％ - アメリカ人：13.5％ - アイルランド系：6.3％ - イギリス系：6.0％ 言語による構成 - 英語：98.5％ - スペイン語：1.3％ | 年齢別人口構成 - 18歳未満: 22.9% - 18-24歳: 7.6% - 25-44歳: 25.9% - 45-64歳: 24.4% - 65歳以上: 19.2% - 年齢の中央値: 40歳 - 性比（女性100人あたり男性の人口） - 総人口: 100.8 - 18歳以上: 100.4 世帯と家族（対世帯数） - 18歳未満の子供がいる: 29.0% - 結婚・同居している夫婦: 60.8% - 未婚・離婚・死別女性が世帯主: 5.7% - 非家族世帯: 29.7% - 単身世帯: 26.5% - 65歳以上の老人1人暮らし: 14.4% - 平均構成人数 - 世帯: 2.46人 - 家族: 2.98人 収入と家計 - 収入の中央値 - 世帯: 34,375米ドル - 家族: 43,107米ドル - 性別 - 男性: 32,281米ドル - 女性: 20,943米ドル - 人口1人あたり収入: 16,785米ドル - 貧困線以下 - 対人口: 9.0% - 対家族数: 7.3% - 18歳未満: 9.1% - 65歳以上: 9.8% |

### 信用保証
トランスユニオン信用保証局に拠れば、カルフーン郡はクレジットカードでもローンでも国内で唯一支払い延滞率0％の郡である（2008年10月時点）。

## 都市と町

### 村
- バッチタウン
- ブラッセルズ
- ハンバーグ
- ハーディン - 郡庁所在地
- カンプスビル
- メッペン

### 未編入の町
- ビーチビル
- ベルビュー
- ディアプレーン
- ジリード
- ゴールデンイーグル
- メッペン
- マイケル
- モジア

### 教育学区
- ブラッセルズ・コミュニティ・ユニット教区学区第42
- カルフーン・コミュニティ・ユニット教区学区第40

## 選挙区
- アメリカ合衆国下院議員イリノイ州第17選挙区
- イリノイ州下院議員第97選挙区
- イリノイ州上院議員第49選挙区